# Vladímir Gundartsev
Vladímir Ilich Gundartsev –en ruso, Владимир Ильич Гундарцев– (Satka, 13 de diciembre de 1944–Moscú, 25 de noviembre de 2014) fue un deportista soviético que compitió en biatlón.
Participó en los Juegos Olímpicos de Grenoble 1968, obteniendo dos medallas, oro en la prueba por relevos y bronce en la individual. Ganó dos medallas en el Campeonato Mundial de Biatlón, oro en 1969 y bronce en 1966.
Después de retirarse de la competición trabajó como entrenador de biatlón, entre 1974 y 1989 para el Dinamo Moscú, y entre 1989 y 1995 para los equipos nacionales de la URSS y de Rusia. En 1969 fue galardonado con la Medalla de la Distinción Laboral.

## Palmarés internacional
| Juegos Olímpicos   | Juegos Olímpicos             | Juegos Olímpicos  | Juegos Olímpicos |
| Año                | Lugar                        | Medalla           | Prueba           |
| ------------------ | ---------------------------- | ----------------- | ---------------- |
| 1968               | Grenoble (Francia)           | Medalla de oro    | Relevo           |
| 1968               | Grenoble (Francia)           | Medalla de bronce | Individual       |
| Campeonato Mundial |                              |                   |                  |
| Año                | Lugar                        | Medalla           | Prueba           |
| 1966               | Garmisch-Partenkirchen (RFA) | Medalla de bronce | Individual       |
| 1969               | Zakopane (Polonia)           | Medalla de oro    | Relevo           |